# 方榮雄
方 榮雄（パン・ヨンウン、방영웅、1942年7月20日 - 2022年8月31日）は、韓国の小説家である。忠清南道礼山郡出身。本貫は温陽方氏。

## 略歴
1942年7月20日、忠清南道礼山郡で生まれる。
1967年、長編小説である｢糞禮記｣を、『創作と批評』に発表して文壇に登壇した。｢糞禮記｣は、農民たちの人生とその生命力を土俗的な雰囲気で事実的に描いて、初期の民衆小説の特徴をよく表したものとして注目を浴びた。
その後、発表した｢月｣のような作品も、そのような傾向からそれほど大きく離れていなかった。1969年発表した｢月｣は、第2回韓国創作文学賞を受賞した。

## 受賞歴
- 1969年、第2回 韓国創作文学賞

## 主な作品
- 1968年、『분례기』(糞禮記)[4]
- 1971年、『달』 (月)
- 1974年、『살아가는 이야기』(生きてゆく話し)
- 1976年、『첫눈』(初雪)
- 1980年、『박힌 돌 뽑힌 돌』(打ち込まれた石、抜かれた石)
- 1982年、『금조산』(金鳥山)